# Іспанський напад на Джербу (1510)
Напад на Джербу — військова експедиція 1510 року, спрямована Фердинандом II Арагонським проти туніського острова Джерба. Вона призвела до загибелі кількох тисяч іспанських солдатів і стала відома як «Катастрофа на Джербі» (ісп. Desastre de los Gelves).

## Передумови
Завоювання Орану у 1509 році породило серед іспанців ентузіазм, який спонукав Арагонську корону організувати нові завойовницькі експедиції. У грудні 1509 року сили, зібрані на Ібіці та Форментері, на чолі з Педро Наварро, мали на меті зайняти кілька міст на берберському узбережжі. 1 січня 1510 р. 20 кораблів і від чотирьох до п'яти тисяч чоловік відпливли до Беджаї, висадившись 5-го і взявши місто в умовах слабкого опору.
Успішні дії іспанців по захопленню північноафриканських міст спонукали сусідні Алжир і Туніс визнати, принаймні номінально, свій васалітет перед королем Фернандо Арагонським. Після спалаху епідемії, яка спричинила сотню смертей, іспанці перебрались до Фавіньяни на Сицилії, де поповнили запаси.
15 липня 1510 року вони здійснили завоювання Триполі. Місто було захоплене і пограбоване, тисячі його захисників були вбиті, а більшість цивільного населення взято в полон і продано в рабство.

## Катастрофа на Джербі
29 липня 1510 р. Педро Наварро вийшов на декількох кораблях з Триполі і направився до острова Джерба, де оголосив вимогу про підпорядкування острова Арагонській короні. Його вимоги було відхилені і він повернувся до Триполі. Незабаром туди ж прибув Гарсія Альварес де Толедо-і-Зуніга в ранзі генерал-капітана, разом з додатковим загоном у 3000 чоловік. Він замінив Педро Наварро на чолі військ, які 26 серпня піднялись на борт кораблів і 29-го прибули на Джербу.
Іспанці організували висадку на мілке узбережжя за допомогою гребних галер, що мали неглибоку осадку. У армії з 15 000 чоловік не було в'ючних тварин, тому солдатам довелося самостійно переносити артилерійські гармати, несучи на плечах боєприпаси та порох:84. Після висадки армія вишикувалась в бойові порядки і розпочала похід до замку Джерби. Надзвичайна спека та нестача води спричинились до того, що солдати почали покидати свої ряди і зайняті позиції, щоб дістатися до джерел з водою у пальмовому гаю.
В цьому місці на них чекав в засідці кавалерійський загін захисників острова, якому вдалось знищити кілька сотень солдатів іспанського авангарду, які намагались поповнити запаси води. Серед іспанських піхотинців поширилась паніка і вони кинулись втікати, поширюючи паніку серед своїх бойових побратимів. Щоб пришвидшити втечу, багато іспанців кинули зброю та обладунки. Гарсія Альварес де Толедо-і-Зуніга з пікою в руці намагався зупинити втечу і організувати захист, але був вбитий нападниками.
Війська продовжили відступ до місця висадки. Проте іспанський флот не зміг вчасно прийти їм на допомогу, оскільки гребні галери відправили для контролю за вузькою протокою, що розділяла острів та материк, а великі вітрильні кораблі не могли підійти близько до берега. Солдати кинулися в море, щоб спробувати дістатись до кораблів вплав, а капітани відправили за ними шлюпки. Багато потонули при спробі втекти на перевантажених човнах :85.
Коли настала ніч, на березі залишалось ще біля 3000 чоловік. Більшість з них було вбито або захоплено в полон протягом ночі та наступного ранку. Деякі капітани відмовилися дозволити більшій кількості солдатів сідати на їхні кораблі, оскільки їм не вистачало для них питної води. Іспанські кораблі вирушили в напрямку Неаполя, проте здійнялась буря, в якій дві каравели та галеон сіли на мілину, і більшість їхніх людей потонули. Деякі вижили, тримаючись за щогли, і Наварро відправив два кораблі, щоб забрати їх.
У вівторок, 3 вересня, за сприятливого вітру весь флот відплив, але сильні вітри розкидали судна по морю. За підрахунками, в експедиції загинуло від 2000 до 4000 чоловіків. 4 жовтня основна частина того, що залишилося від флоту — 8000 чоловік на 60 кораблях — вийшла з Триполі і вирушила на північ, але нова буря спричинила нові втрати серед кораблів. Вони знову зібралися в Триполі, після чого 30 кораблів і 5000 людей відплили до Лампедузи, де змушені були провести зиму.

## Наслідки
Поразка на Джербі в 1510 р. була таким відчутним ударом для іспанців, що про неї згадували віршами та популярними висловами. Гарсіласо де ла Вега писав: «¡Oh patria lagrimosa, y cómo vuelves los ojos a los Gelves, sospirando! . . . El arena quemaba, el sol ardía, la gente se caía medio muerta. . .» ("О, сльозна батьківщина, як ти звертаєш очі до Джерби, зітхаючи! . . . . Пісок горів, сонце пекло, чоловіки падали напівмертвими. . . . "). Кампанія також згадується у вірші Луїса де Гонгори La más bella niña : «En los Gelves nací, el año que os perdisteis en los Gelves, de una berberisca noble y de un turco matasiete».
Також катастрофа спричинила іспанський вислови «Los Gelves, madre, malos son de ganare» та «Lloraba la viuda de los Gelves, tocas blancas en años verdes».